# Nesosilicati

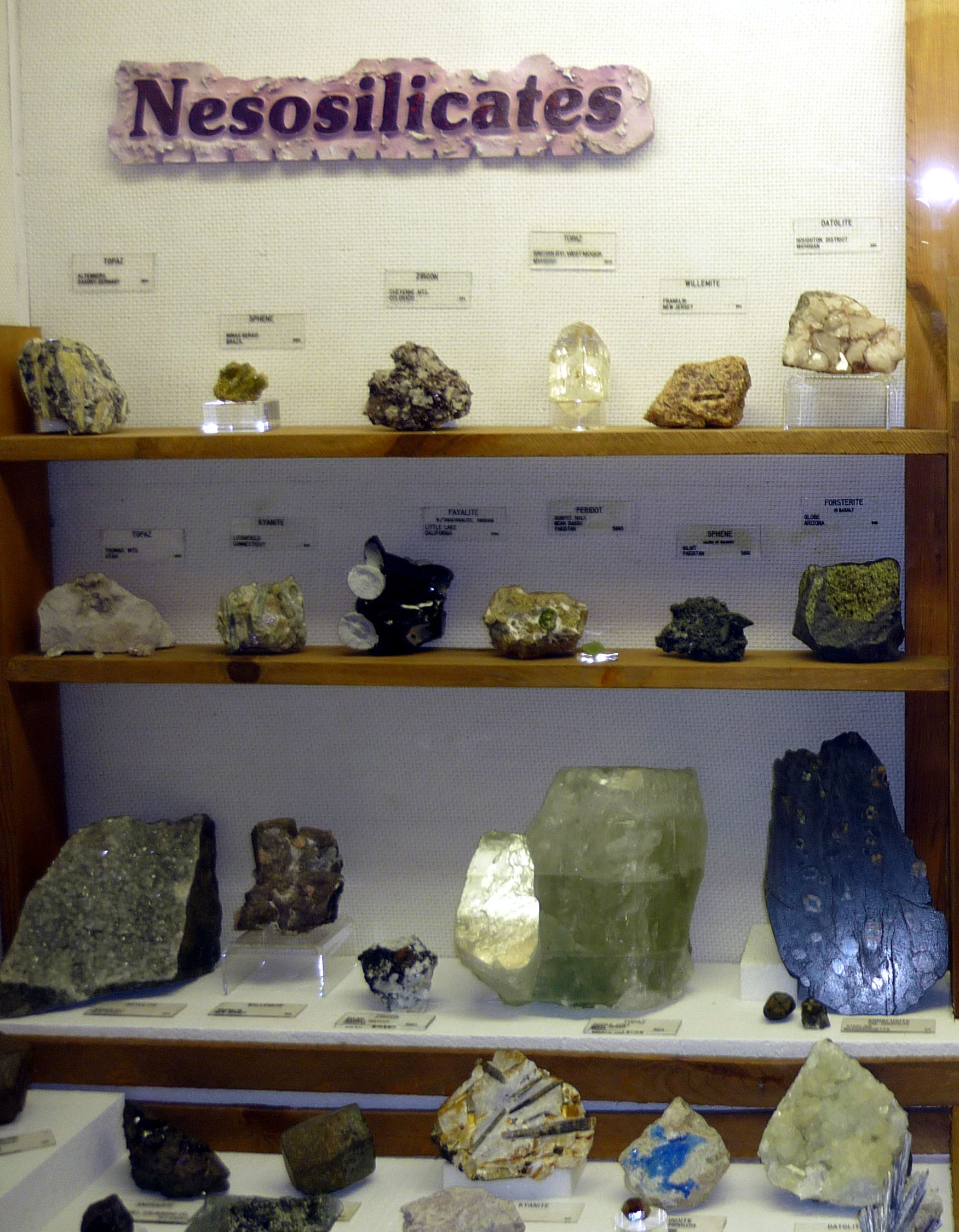
nesosilicati al "Museum of Geology", Dakota del Sud

I nesosilicati o ortosilicati sono silicati la cui struttura cristallina è definibile come una combinazione di tetraedri Z(Si, Al)-O isolati. Poiché ogni catione Z coordina quattro atomi di ossigeno e le sostituzioni isomorfogene del silicio con l'alluminio sono piuttosto limitate, l'unità strutturale minima dei nesosilicati è generalmente considerata l'anione ortosilicato SiO4−4.
I vari tetraedri sono legati tra di loro attraverso i legami ionici tra i cationi interstiziali presenti nella struttura, dalla cui dimensione e carica dipende la struttura del silicato stesso. L'impacchettamento atomico generalmente denso determina pesi specifici e durezze relativamente elevate. L'abito cristallino tende ad essere regolare, senza direzioni pronunciate di sfaldatura.  
Nei nesosilicati rientrano importanti minerali come gli zirconi, il gruppo dell'olivina, il gruppo del granato e la cianite e i suoi polimorfi.

## Classificazione
Sono schematizzati i gruppi mineralogici che costituiscono la classe dei nesosilicati e le relative specie più significative:
| gruppo della fenacite   | fenacite    | Be2SiO4                                     |
| gruppo della fenacite   | willemite   | Zn2SiO4                                     |
| gruppo dell'olivina     | forsterite  | Mg2SiO4                                     |
| gruppo dell'olivina     | fayalite    | Fe2SiO4                                     |
| gruppo del granato      | piropo      | Mg3Al2(SiO4)3                               |
| gruppo del granato      | spessartina | Mn3Al2(SiO4)3                               |
| gruppo del granato      | andradite   | Ca3Fe3+2(SiO4)3                             |
| gruppo del granato      | almandino   | Fe2+3Al2(SiO4)3                             |
| gruppo del granato      | grossularia | Ca3Al2(SiO4)3                               |
| gruppo del granato      | uvarovite   | Ca3Cr2(SiO4)3                               |
| gruppo dello zircone    | zircone     | ZrSiO4                                      |
| gruppo della cianite    | andalusite  | Al2SiO5 = Al[6]Al[5]OSiO4                   |
| gruppo della cianite    | sillimanite | Al2SiO5 = Al[6]Al[4]OSiO4                   |
| gruppo della cianite    | cianite     | Al2SiO5                                     |
| gruppo della cianite    | topazio     | Al2SiO4(F,OH)2                              |
| gruppo della cianite    | staurolite  | (Fe,Mg,Zn)2(Al,Fe,Ti)9O6[(Si,Al)O4]4(O,OH)2 |
| gruppo della condrodite | condrodite  | (Mg,Fe+2)5(SiO4)2(F,OH)2                    |
| gruppo della condrodite | datolite    | CaBSiO4(OH)                                 |
| gruppo della condrodite | titanite    | CaTiOSiO4                                   |